# Башкирский научно-исследовательский институт сельского хозяйства
Башкирский научно-исследовательский институт сельского хозяйства — ведущее научно-исследовательское учреждение республики, занимающееся селекцией сельскохозяйственных культур, молочного скота, продуктивного коневодства и кумысоделия.
Полное название института — Башкирский научно-исследовательский институт сельского хозяйства — обособленное структурное подразделение Федерального государственного бюджетного научного учреждения Уфимского федерального исследовательского центра Российской академии наук, сокращенное — Башкирский НИИСХ УФИЦ РАН.

## История
В 1910 году Уфимское земское собрание Российской Империи учредило создание сельскохозяйственной опытной станцию у села Чишмы Самаро-Златоустовской железной дороги. Первым директором станции был А. Н. Прохоров. На станции функционировали: опытное поле, метеорологическая станция, лаборатория, сельскохозяйственный ботанический сад, полевое хозяйство, опытно-луговой участок, вегетационный домик, музей.
В 1929 году опытная станция была преобразована в Башкирскую областную опытную станцию,
в 1931 году — в Чишминскую селекционно-опытную станцию, в 1935 г. — в Башкирский научно-исследовательский институт земледелия и животноводства, в 1937 году — в Башкирскую государственную селекционную станцию. В 1956 году на её базе был создан Башкирский научно-исследовательский институт сельского хозяйства.
Институт в 1983 году был преобразован в два института — Башкирский научно-исследовательский институт земледелия и селекции полевых культур и Башкирский научно-исследовательский проектно-технологический институт животноводства и кормопроизводства.
В 1998 году вновь преобразован в Башкирский научно-исследовательский институт сельского хозяйства.
На протяжении истории института им было выведено более 235 сортов сельскохозяйственных культур.
В разные годы в институте работали селекционеры С. А. Кунакбаев, В. Х. Хангильдин, Л. Н. Стреляева, Р. И. Болотина, А. Н. Биктимиров — авторы популярных башкирских сортов озимой ржи, гороха, винограда и других сельскохозяйственных культур.
К выдающимся достижениям института относятся сорта: короткостебельной озимой ржи Чулпан с урожайностью 65-70 центнеров с гектара (Герой Социалистического Труда, почетный академик АН РБ С. А. Кунакбаев и др.), зернового гороха (почетный академик АН РБ, доктор сельскохозяйственных наук В. Х. Хангильдин и др.); винограда, вызревающего в регионах севернее 55-й параллели (лауреат Государственной премии СССР Л. Н. Стреляева и др.); создание молочного и мясного типов башкирской породы лошадей — Ирандыкский, Учалинский; разработка технологии сушки кобыльего молока для продуктов детского питания и приготовления кумыса (доктор сельскохозяйственных наук И. А. Сайгин и др.).
Включено в Госреестр 20 сортов, получено 12 патентов на селекционные достижения: по мягкой яровой пшенице — Башкирская 26, Башкирская 28, Экада 66, Экада 70; по твердой яровой пшенице — Башкирская 27; по гороху — Чишминский 229, по гречихе — Илишевская, Башкирская красностебельная; по суданской траве — Чишминская ранняя, Якташ; по Сорго-суданковому гибриду — Чишминский 84, по гороху — сорт «Памяти Хангильдина».
В настоящее время сортами института засевается более 3 млн га пашни РФ, в Башкортостане — около 1 млн га.
В институты сформированы и работают научные школы земледельческой науки под руководством известных ученых: В. К. Гирфанов, Ш. А. Гайсин, Д. В. Богомолов, П. И. Смирнов, Г. Н. Лысак, Г. С. Смородин, Н. Р. Бахтизин, Э. М. Рахимов, Я. И. Ванюков, Б. П. Шиленко, П. Я. Бульчук, С. А. Абдрашитов, Д. Б. Гареев, У. Г. Гусманов, Н. Г. Фенченко, А. М. Ямалеев, Б. Х. Сатыев, В. М. Шириев, М. Г. Маликова и др.
В настоящее время в НИИ применяются современные методы исследований. Так лаборатория молекулярно-генетической экспертизы аккредитована МСХ России и институт включен в перечень организаций Государственного Племенного Регистра как Организация по учету и контролю. Освоены методики определения достоверности происхождения. Быки-производители проверяются на наличие аллелей особо ценных признаков (В аллель гена каппа-казеина) и возможные носительства наследственных болезней.
В области растениеводства ПЦР применяется для исследования ДНК-полиморфизма разных сортов гороха посевного с выявлением сортов с наибольшим полиморфизмом. В связи с появлением в РБ достаточного количества уборочной техники, позволяющие убирать минимальными потерями как полегаемые, так и прямоостоячие виды культур, селекционеры НИИ в настоящее время отдают преимущество листочковым морфотипам как формирующим большую урожайность благодаря наличию более широкой фотосинтетической поверхности.

## Структура института
Приказом ФАНО России от 1 августа 2017 г. № 689п/о временно исполняющим обязанности директора ФГБНУ «Башкирский НИИСХ» назначен Чанышев Ильдар Олегович, доктор сельскохозяйственных наук.
В институте работают два селекционных центра по растениеводству — Чишминский селекционный центр по растениеводству и плодово-ягодным культурам (рук. М. И. Мичурин) и Кушнаренковский селекционный центр по плодово-ягодным культурам и винограду (рук. Р. А. Шафиков), инновационно-технологический центр по растениеводству, 5 научных отделов и 18 лабораторий.

## Директорат
- А. Н. Прохоров;

- Хангильдин, Васих Хайдарович — с 1961 г.;
- Бахтизин Назиф Раянович — профессор, кандидат с-х наук (1979—1987); Жданов Наиль Хаевич кандидат с-х наук; Петров П. И. кандидат экон. наук; Минеев М.И кандидат с-х наук;
- Шаяхметов Ильдар Тимергасимович (1998—2008) — доктор экономических наук, заслуженный работник сельского хозяйства Республики Башкортостан;

- Вакиль Миргалиевич Шириев — c 2008 г.
- Ильдар Олегович Чанышев — с 2017 г. — доктор сельскохозяйственных наук

## Публикации
«Система ведения агропромышленного производства в Республике Башкортостан» Коллектив авторов. — Уфа: АН РБ, Гилем, 2012. — 528 с.
«Плодово-ягодные культуры в Республике Башкортостан» В. М. Шириев, М. Г. Абдеева, Т. Г. Демина, Р. А. Шафикова. — Уфа, 2012. — 174 с.
«Эффективность использования земель сельскохозяйственного назначения» Р. У. Гусманов, А. Т. Абдрашитова. — Уфа, 2012. — 184 с.
«Технология производства картофеля в Республике Башкортостан» Коллектив авторов. — Уфа, 2012. — 68 с.

## Труды
В институте созданы сорта плодово-ягодных культур:
- Яблони 'Башкирское Зимнее', 'Башкирский Изумруд', 'Башкирский Красавец', 'Бельфлёр Башкирский', 'Урал-тау'
- Груши 'Башкирская Осенняя', 'Башкирская Летняя'
- Виноград, адаптированный к местным условиям: 'Александр'[3], 'Башкирский ранний', 'Юбилейный', 'Памяти Стреляевой', 'Карагай'.
- Рожь 'Чулпан', 'Памяти Кунакбаева'.
- Тыква 'Уфимская'
- Пшеница 'Башкирская 26', Пшеница 'Башкирская 28', Пшеница 'Эскада 66', Пшеница 'Эскада 70'
- Гречиха 'Башкирская Красностебельная'
- Суданская трава 'Чишминская Ранняя', 'Чишминский 84', 'Якташ'.
- Картофель 'Башкирский'
- 'Караидель'[4]

Всего за 100 лет в институте создано более 235 сортов сельскохозяйственных культур.